# 犬甘氏
犬甘氏（いぬかいうじ）は、日本の武家。
信濃国筑摩郡島内（旧嶋之内）付近を治め、安曇・筑摩両郡に庶流を展開し、勢力を拡大した豪族である。
戦国時代には小笠原氏一門に仕え、江戸時代には小笠原家家老職となった。

## 出自
犬甘氏の出自には、複数の説が存在し、確定されない。
- 犬甘氏は、古代に信濃国に土着した大伴氏の子孫であると称した。
- 『信濃史源考慮』では、犬甘氏は安曇郡の古代豪族・辛犬甘氏の後裔であるとする。この辛犬甘氏は「韓犬甘氏」であり、帰化人だとされる。この辛犬甘氏とともに、安曇部の一党とされる安曇犬養氏なる一族も存在しており、犬甘氏がどちらの系統なのかは不明。
- 『尊卑分脈』では、佐久郡に所領を持った平賀盛義の子・平賀敦義が犬甘氏と改称し、犬甘氏の祖となったという。ただし、尊卑分脈は平賀盛義の存在した時期から二百年ほどのちに記されているため、信憑性は不明。

また、筑摩郡北部を根拠としたことから、同地に所在した国衙との関係も考察されるが、詳細は不明である。

## 歴史

### 南北朝時代
犬甘氏は、他の信濃中小国人らと同様、平安時代や鎌倉時代における記録があまり残っていない。
建武3年（1336年）、北条泰家が「深志介知光」と合力し挙兵しているが、この知光は犬甘氏か。
正平年間に、犬甘氏の一党は犬甘城を築城したと伝わる。また、正平10年（1355年）には、南朝方の諏訪氏らが府中に攻撃を仕掛け、犬甘氏の同族とみられる平瀬氏らが小笠原長基に従い、これを迎撃した。

### 室町時代
永享12年（1440年）の結城合戦の参陣者に、犬甘氏の名がみられる。
享徳2年（1453年）、犬甘氏が五貫文を諏訪大社に献上している。その後、室町幕府の内乱で日本各国が乱国状態に陥ると、犬甘氏は小笠原氏に臣従していくこととなった。

### 戦国時代
天文11年（1542年）、小笠原家中興の祖である小笠原長棟が病没し、同年には武田晴信が急速に信濃侵攻を進めて、諏訪氏、大井氏、高遠氏らを次々に滅ぼして小笠原氏を圧迫した。
天文17年（1548年）、小笠原氏は、武田氏が上田原の戦いで村上軍に大敗したことを契機として塩尻峠に攻め込む（合戦場所については諸説あり）。だが、道中で仁科道外（盛能）が戦後の領地分割にて小笠原長時と揉め、憤って撤兵する事件が発生した他、小笠原軍勢は急遽招集した寄せ集めの兵力であったために武田軍に大敗した。
そののち、小笠原氏は武田氏の浸食を受け、家臣の山家氏らが続々と武田方に帰順する中、犬甘大炊助（政徳）は、二木氏らとともに長時に仕え続けた。
武田氏の侵攻に対し、政徳は抵抗を試みるが、間もなくして犬甘城は落城した。その後、平瀬氏を頼るも平瀬城も落城し、犬甘氏は小笠原家中と共に越後国に逃れ、長尾景虎の庇護を受けることとなった。

### 安土桃山時代
天正10年（1582年）7月20日、犬甘治右衛門（犬甘政信か）が筑摩郡本山における木曽氏との戦いで小笠原貞慶に従軍するも木曽義昌軍によって討死を遂げている。同日、貞慶は治右衛門の弟にあたる犬甘久知に家を相続させた。
また、翌月、貞慶によって久知が犬甘の地四百貫文をはじめとする所領を安堵されており、天正10年（1582年）11月における会田氏攻めに加わっている。
安土桃山期には、犬甘氏一族は故地に復帰するとともに、小笠原氏の主要家臣団の筆頭となっていたことが分かる。

### 江戸時代
慶長18年（1613年）、小笠原秀政によって犬甘久知が筆頭家臣として1,600石を与えられた。以降、小笠原氏の転封に伴って信濃国を去った。
小倉藩時代では、2,500石を禄高として有していた。
以後、小笠原家家老職として続き、江戸時代後期には犬甘知寛が小笠原忠総によって国家老に任命され、藩財政の再建に注力し立て直しに成功するも、失脚している。